# 파리 메트로 3bis호선과 7bis호선의 합병
파리 메트로의 3bis호선과 7bis호선의 합병(프랑스어: Fusion des lignes 3 bis et 7 bis du métro de Paris)은 단거리를 운행하는 독립된 노선들인 3bis호선과 7bis호선을 이어 하나의 노선으로 통합하는 계획이다.
본 계획이 시행, 완료되면 파리 동북부의 Château-Landon역에서 파리 동부의 Gambetta역에 이르는 단일한 노선이 성립된다.

## 노선 정보
- 총연장 : 약 5.5km
- 궤간 : 1435mm
- 역수 : 14
  - 역간 평균거리 : 약 415m
- 복선 구간 : Louis Blanc∼Botzaris, Porte des Lilas∼Gambetta (우측통행)
  - Botzaris∼Porte des Lilas간은 일방 통행의 단선이 각각 놓여 있는 단선 병렬 구간이고, Château Landon∼Louis Blanc간은 어떻게 건설될지 구체적으로 정해지지 않았다.
- 전철 구간 : 전 구간 (제3레일 방식, 직류750V)

파리 메트로 3bis호선과 7bis호선의 통합으로 생겨날 노선의 노선도

## 연혁
- 1911년 1월 18일 : 현재의 7bis호선에 해당하는 구간이 7호선의 일부로써 개통.
- 1921년 9월 27일 : 현재의 3bis호선에 해당하는 구간이 3호선의 일부로써 개통.
- 1921년 - 1939년 및 1952년 - 1956년 : 양 노선을 잇는 연결선 중 하나인 La voie Navette가 독립 노선으로 영업.
- 1969년 12월 3일 : 7bis호선이 7호선으로부터 분리 독립.
- 1971년 4월 2일 : 3bis호선이 3호선으로부터 분리 독립.
- 2013년 5월 24일 : 기존의 SDRIF를 대신하여 새로이 발표된 SDRIF 2030과 그랑 파리 엑스프레스 계획 모두에서 본 계획을 채택하지 않아 사실상 폐기.
- 2013년 10월 : SDRIF 2030에서 본 계획을 다시 채택. 다만 2013년 개통을 목표로 했던 SDRIF와 달리 2030년 이후의 장기 계획으로 잡았다.

## 합병 전 상황

### 3bis호선

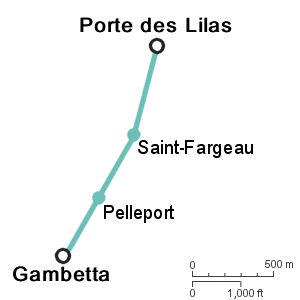
3bis호선의 노선도

1921년에 3호선의 일부로써 개업한 구간으로, 1971년에 3호선이 중간인 Gambetta에서 Gallieni 방면으로 연장되면서 분리되었다. 현재 파리 메트로에서 가장 짧은 노선으로 Gambetta∼Porte des Lilas간의 4개역 1.3km(역간 평균거리는 433m)에 달하며 Mc-T-Mc의 3량 편성의 MF 67이 운행되고 있다. 차량기지는 3호선의 Saint-Fargeau 기지를 공용하며 중검수는 7호선의 Choisy 기지에서 이루어진다. 거리 뿐만 아니라 승객수도 가장 적은 노선으로, 열차는 거의 텅 빈 채로 다닌다고 해도 과언이 아니다.

### 7bis호선

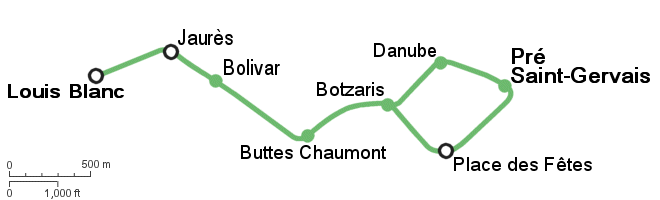
7bis호선의 노선도

1911년에 7호선의 일부로써 개업한 구간으로, 1969년에 분리되었다. 본디 7호선은 북쪽으로도 남쪽 방면과 마찬가지로 분기되는 형태의 노선이었으나, Porte de la Villette 방면은 교외와의 주요한 교통 결절점으로 많은 수송량을 보이고 있었던 데 반해 이 Pré Saint-Gervais 방면은 적은 수송량으로 인하여 운행의 효율이 나빠져 분리되기에 이르렀다. Louis Blanc∼Pré Saint-Gervais간의 8개역 3.1km(역간 평균거리는 438m)에 달하며 Mc-T-Mc의 3량 편성의 MF 88이 운행되고 있다. 일상검수는 Pré Saint-Gervais 간이기지에서, 경검수는 3호선의 Saint-Fargeau 기지에서, 그리고 중검수는 7호선의 Choisy 기지에서 이루어진다.

#### 7bis호선의 MF 88
MF 77을 기반으로 제작된 시작차량 BOA의 실험결과를 바탕으로 제작된 차량이다. 먼저 이 BOA에 대해 설명하자면 1985년에 등장한 15m급 차량으로, 기존의 MF 67, MF 77 등과는 크게 두 가지의 차이가 있었다 :
- 자유로운 차량간 왕래 : MF 77 까지의 차량은 차량간의 왕래가 불가능했다. 그러나 대부분의 역은 승강장의 양 끝에 통로가 있어 차량간의 승객 편중이 심했고, 이를 해소하기 위해 차량간의 왕래가 자유롭게 만들어졌다.
- 대차의 위치 고정 : 20세기 초의 M 1형에 채택된 'Solution Miracle'로 차체의 길이를 늘일 수 있었지만 이는 상당한 진동과 소음의 원인이 되고 있었다. BOA의 첫 번째 시험에서 만족스러운 결과를 얻은 RATP는 15m급×3량의 BOA를 11m급의 4량 편성으로 대대적인 개조를 하여 1990년에서 1993년에 걸쳐 5호선에서 영업 시험을 한다. 이후 BOA는 1999년에 폐차해체되었다.

MF 88은 이러한 BOA를 기반으로 제작되어 1993년에 투입된 차량으로 15m급의 3비차이다. 대차 부분에서는 BOA의 기술을 이어받아 높은 차내 정숙성을 실현했으나, 그 반대급부로 대차에서의 취약점이 드러나 정비가 매우 까다로와 양산되지 못하고 이 노선에서만 운용되고 있다.

## 통합 과정

7bis호선 동단과 3bis호선 북단을 잇는 연결선의 배선도

현재 3bis호선 북단과 7bis호선 동단 사이에는 La voie des Fêtes(Place des Fêtes∼Porte des Lilas)와 La voie navette(Pré Saint-Gervais∼Porte des Lilas)라고 불리는 연결선이 존재하며 La voie navette가 독립 노선으로 영업을 한 적도 있다(그 중 두 번째인 1952년에서 1956년까지는 최초의 고무 타이어 장비 차량인 MP 51형의 시험을 위해서였다. 상세는 11호선의 기사 참조).
이 두 노선을 이으려는 시도는 1920년대에 있었으나 당시에는 양 노선이 모두 본선(3호선과 7호선)의 일부였고 수익도 기대되지 않아 계획은 파기되었다. 그러나 두 노선이 독립한 뒤로 이 두 노선은 서로 가까운 곳에 위치하고 있으며, 선로도 연결되어 있음에 반해 개별적으로 운행되고 있어 비효율적인만큼 이들을 하나의 노선으로 합쳐야 한다는 주장이 꾸준히 제기되어 왔다.
2006년에 발표된 SDRIF(97페이지 참조)에서 이 계획은 다시 채택되어, 1단계 사업으로 두 연결선과 연결선 상에 존재하는 '유령역' Haxo를 영업선과 영업역으로 정비하고, 2단계 사업으로 서쪽의 종점을 현재의 Louis Blanc에서 파리 동역과 바로 연결되는 Château Landon까지 한 구간 연장하는 것으로 하여 2013년 개통을 목표로 추진되었으나, 2013년 5월에 기존의 SDRIF를 대신하여 새로이 발표된 SDRIF 2030과 그랑 파리 엑스프레스 계획(fr) 모두에서 본 계획을 채택하지 않아 사실상 폐기되었다. 그러나 같은 해 10월에 SDRIF 2030에서 장기 계획으로 재차 채택하였다.

## 합병 노선의 역
- Château Landon
  - 접속노선 :  ■7호선
  - 파리 동역과 연결통로로 이어져 있다. 동역의 북쪽에서 보면 Gare de l'Est보다 이쪽이 더 가깝다.
- Louis Blanc
  - 접속노선 :  ■7호선
  - 현재의 7bis호선의 종착역. 대면환승이 가능한 2층 구조의 역으로, 김포공항역의 공항철도 및 9호선 역과 승강장 구조가 비슷하다 할 수 있다. 층마다 2면2선의 섬식+상대식의 혼합 승강장이 있어 윗층은 7호선 상행 및 7bis호선의 출발 승강장으로, 아랫층은 7호선 하행 및 7bis호선의 도착 승강장으로 사용되고 있다. 남쪽으로 계속 가면 7호선과 합류된다. 이러한 구조는 이미 언급했다시피 7bis호선이 7호선의 일부로 기능하다가 분리된 것에 기인한다.
- Jaurès
  - 접속노선 :  ■2호선, ■5호선
  - 개통시의 역명은 Rue d'Allemagne였으나 1914년 8월 1일에 바로 전날 암살된 정치인 장 조레스(Jean Jaurès)의 이름을 딴 현재의 역명으로 바뀌었다.
- Bolivar
  - 남아메리카의 독립운동가인 시몬 볼리바르의 이름을 따서 명명된 역이다.
- Buttes Chaumont
- Botzaris
  - 여기서 일방통행구간이 시작된다.

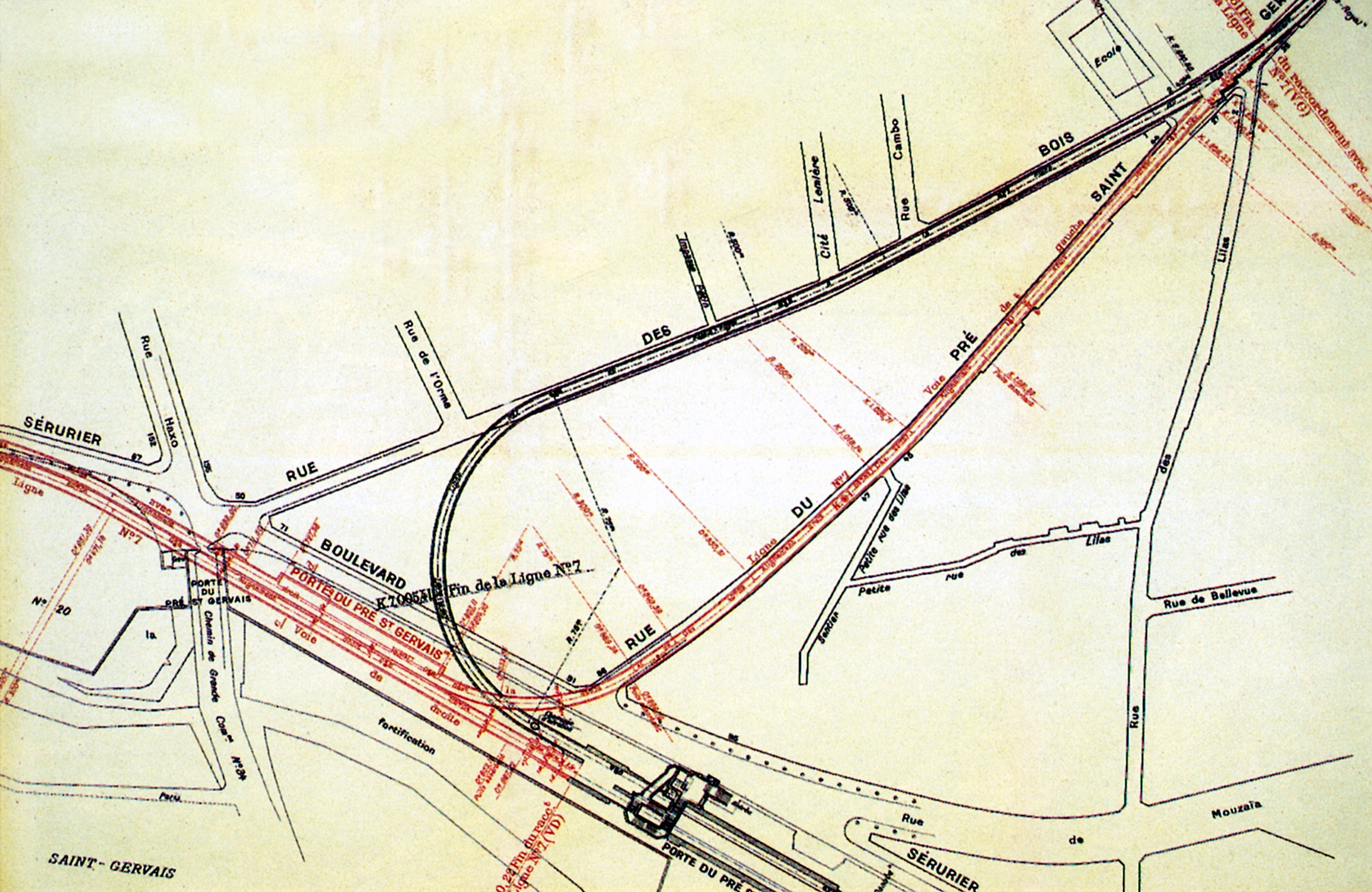
La voie navette와 La voie des Fêtes의 배선도. 오른쪽 위가 Place des Fêtes, 아래쪽 가운데가 Pré Saint-Gervais. 검은색이 현재의 7bis호선, 오른쪽 위에서 왼쪽 아래로 가로지르는 빨간색 선이 La voie des Fêtes, 아래쪽의 빨간색 선이 La voie navette.

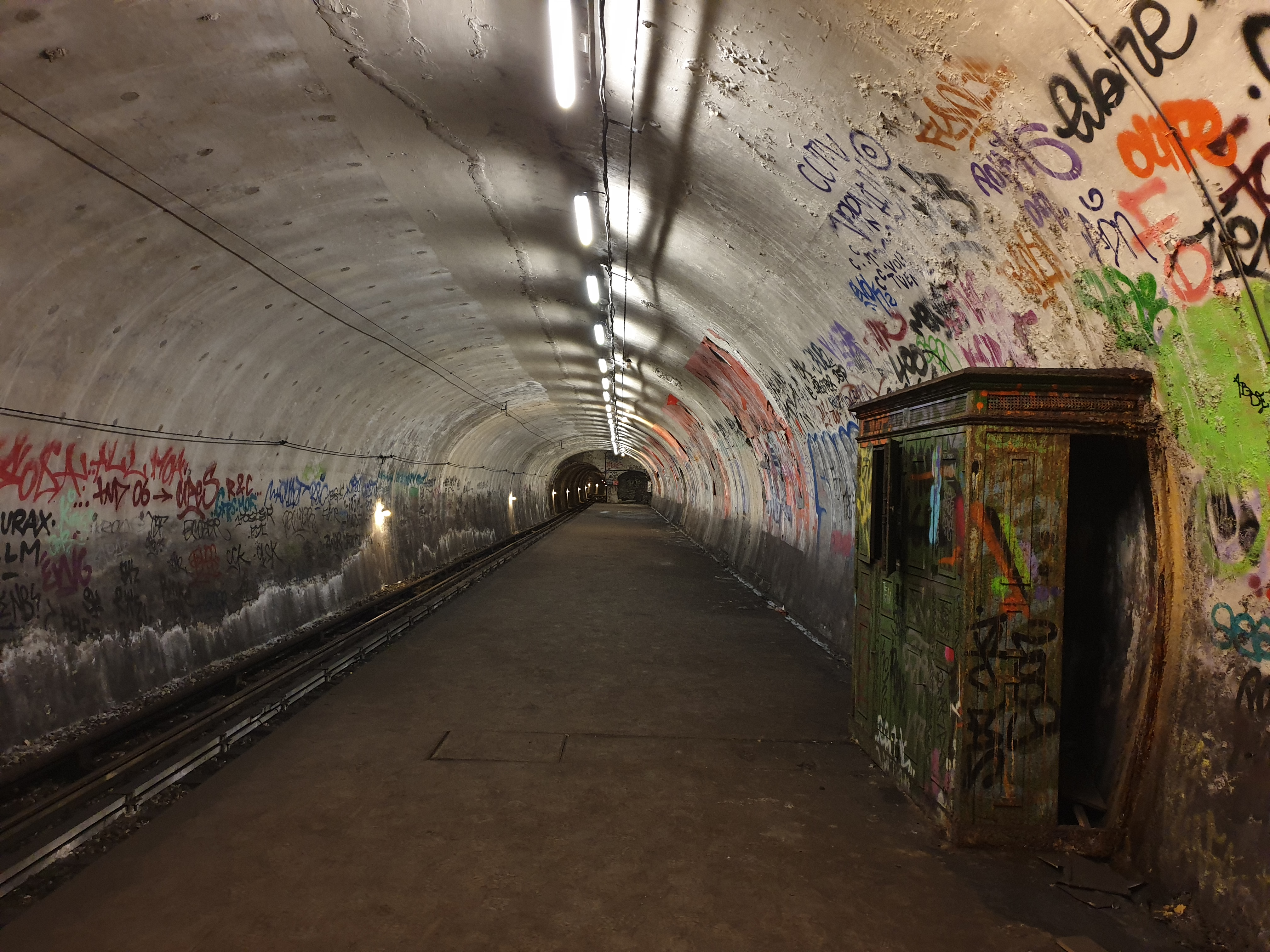
Haxo역의 승강장 끝부분. 출구로 이어져야할 곳이 막혀 있음을 확인할 수 있다.

| → Gambetta 방향 : - Place des Fêtes - 접속노선 : ■11호선 - Haxo - La voie des Fêtes에 위치한 유령역. 승강장만이 만들어져 있을 뿐, 지상으로 나가기 위한 통로 등은 만들어져 있지 않아 만들어진 이후로 정규 영업을 한 적은 전혀 없으나, MF 88형의 발표회가 1993년에 이 역에서 개최되었다. | → Château-Landon 방향 : - Danube - 7호선의 최초 계획상으로는 이 역이 7호선의 종착역이었다. - Pré Saint-Gervais - 현재 7bis호선의 회차점으로, La voie navette의 Pré Saint-Gervais쪽 입구에 간이차량기지가 있어 7bis호선의 MF 88의 일상검수를 맡고 있다. 해당 기지가 선로를 막고 있는 관계로 이를 폐지하여야 La voie navette의 선로를 개통시킬 수 있다. 이를 위해 타 노선에 MF 2000을 투입하고 남는 MF 67을 7bis호선으로 전출(즉 3bis호선과 사용차량 통일)시킬 계획이 있다. |

- Porte des Lilas
  - 접속노선 :  ■11호선
  - 일방통행구간이 합류된다. 현재 3bis호선의 종착역인 이 역에는 Porte des Lilas-Cinéma라 불리는 폐 승강장이 존재한다. 현재는 이름 그대로 영화 등의 촬영용으로 제공되고 있으며 두 노선의 통합이 완료되면 현재의 승강장이 폐지되고 Cinéma 승강장쪽이 영업용으로 사용되게 된다.
- Saint-Fargeau
  - RER D호선에 동명의 역이 존재한다. 물론 전혀 별개의 역이다.
- Pelleport
- Gambetta
  - 접속노선 :  ■3호선
  - 역의 북쪽(Pelleport 방면)으로 3호선과의 연결선이 분기한다.